# 拉基尼环形山
拉基尼环形山（Lacchini）是位于月球背面北半部的一座大撞击坑，约形成于38-32亿年前的晚雨海世，其名称取自意大利天文学家乔瓦尼·巴蒂斯塔·拉基尼（Giovanni Battista Lacchini，1884年-1967年），1970年被国际天文学联合会正式批准接受。

## 描述

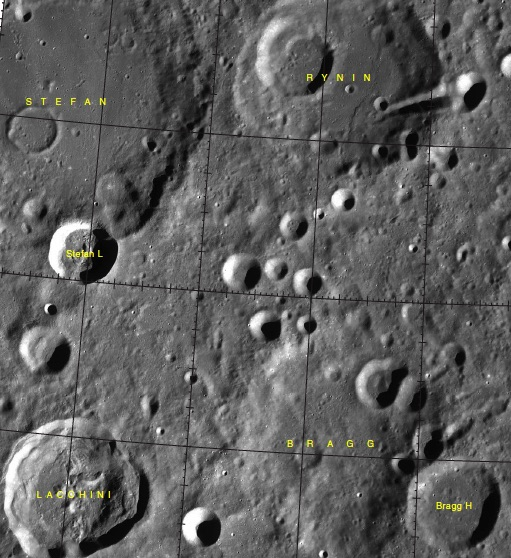
拉基尼环形山的周边，LAC-36 区域图。

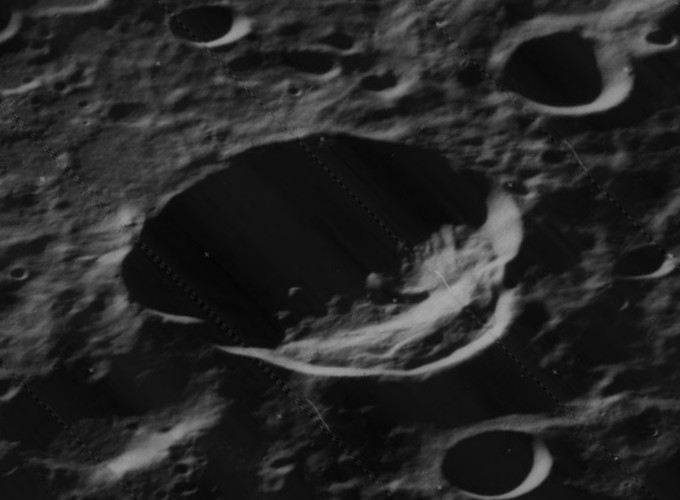
月球轨道器5号拍摄的西向斜视图

该陨坑西侧和西北分别毗邻巨大的环壁平原-朗道环形山及魏格纳环形山、东面靠近布喇格环形山、更大的斯特藩环形山位于它的北面、东北偏北及东南偏南分别坐落了雷宁环形山和温洛克环形山，而西南偏西则横亘了拉祖莫夫环形山。
该陨坑中心月面坐标为41°17′N 107°50′W / 41.29°N 107.83°W，直径57.95公里，深度约2.45公里。
拉基尼环形山外观轮廓大致圆形，东、南二侧略微外凸，坑壁边沿较为峻峭，尚未受到明显的撞击侵蚀。它的大部分内壁均已发生坍塌，沿坡底形成一圈参差的岩屑堆环。拉基尼环形山坑壁最大高出周边地形1190米，内部容积约2813立方千米。坑内地表崎岖不平，靠近中心点及东半部坑底分布有一些低矮的山脊。
拉基尼环形山位于月球正面西北边沿之后，该部分月表有时在有利的月球摄动和光照条件下可被观察到，但即便如此也只能看到该陨坑的侧面。

## 参引资料
1. 1 2 3 4  Lunar Impact Crater Database
2. ↑   (PDF).   [2017-03-18]. （原始内容存档 (PDF)于2013-02-20）.
3. ↑  .   [2017-03-18]. （原始内容存档于2020-10-27）.

## 另请参阅
- Andersson, L. E.; Whitaker, E. A. . NASA RP-1097. 1982.
- Blue, Jennifer. . USGS. July 25, 2007  [2007-08-05]. （原始内容存档于2012-04-08）.
- Bussey, B.; Spudis, P. . New York: Cambridge University Press. 2004. ISBN 978-0-521-81528-4.
- Cocks, Elijah E.; Cocks, Josiah C. . Tudor Publishers. 1995. ISBN 978-0-936389-27-1.
- McDowell, Jonathan. . Jonathan's Space Report. July 15, 2007  [2007-10-24]. （原始内容存档于2012-05-26）.
- Menzel, D. H.; Minnaert, M.; Levin, B.; Dollfus, A.; Bell, B. . Space Science Reviews. 1971, 12 (2): 136–186. Bibcode:1971SSRv...12..136M. doi:10.1007/BF00171763.
- Moore, Patrick. . Sterling Publishing Co. 2001. ISBN 978-0-304-35469-6.
- Price, Fred W. . Cambridge University Press. 1988. ISBN 978-0-521-33500-3.
- Rükl, Antonín. . Kalmbach Books. 1990. ISBN 978-0-913135-17-4.
- Webb, Rev. T. W.  6th revised. Dover. 1962. ISBN 978-0-486-20917-3.
- Whitaker, Ewen A. . Cambridge University Press. 1999. ISBN 978-0-521-62248-6.
- Wlasuk, Peter T. . Springer. 2000. ISBN 978-1-85233-193-1.